# Givatayim
Givatayim (hebreiska: גבעתיים) är en stad i storstadsområdet Gush Dan i Israel. Den har 57 508 invånare och grundades 1922. Stadens namn betyder "två kullar", och kommer av de två kullar som ligger i närheten av där staden byggdes. 

## Kända personer från Givatayim
- Yuval Gonen, israelisk skådespelare, modell och dansare.